# Regno Unito di Gran Bretagna e Irlanda
Il Regno Unito di Gran Bretagna e Irlanda fu uno Stato esistito dal 1801, anno in cui fu applicato l'Atto di Unione ratificato nel 1800 che annetteva il Regno d'Irlanda al Regno di Gran Bretagna, al 1922, anno in cui cessò la guerra d'indipendenza irlandese. Fu quindi firmato il trattato anglo-irlandese, che costituiva lo Stato Libero d'Irlanda, lasciando solo la porzione nord-orientale dell'isola, l'attuale Irlanda del Nord, alla Corona britannica, rendendo i resti del vecchio regno l'attuale Regno Unito di Gran Bretagna e Irlanda del Nord, sebbene questo nome sia stato adottato ufficialmente solo nel 1927.

## Storia
La Scozia e l'Inghilterra esistevano come entità separate già a partire dal X secolo. Il Galles passò sotto il controllo dell'Inghilterra dal 1284 ed entrò a far parte del regno d'Inghilterra tramite l'Atto di Unione del 1536. L'Inghilterra e la Scozia, sebbene separate, avevano già sperimentato l'unione delle Corone dal 1603, quando Giacomo VI, re di Scozia, aveva ereditato il trono del Regno d'Inghilterra e aveva trasferito la sua corte da Edimburgo a Londra. 
Era l'inizio della dinastia Stuart, che terminò nel 1714 con la morte della regina Anna. Proprio durante il regno della regina Anna, il 1º maggio 1707 venne creato il Regno di Gran Bretagna, dall'unione politica del Regno d'Inghilterra (che comprendeva il Galles) e il Regno di Scozia. Questo evento fu il risultato dell'Atto di Unione, che era stato concordato il 22 luglio 1706 e successivamente ratificato dal Parlamento d'Inghilterra e dal Parlamento di Scozia. 
Quasi un secolo più tardi, con l'Atto di Unione del 1800, il Regno d'Irlanda (sotto controllo inglese fin dal 1171 e proclamato regno da re Enrico VIII nel 1541) si unì con il Regno di Gran Bretagna a formare il Regno Unito di Gran Bretagna e Irlanda. Nel suo primo secolo di vita, il Regno Unito svolse un ruolo importante nello sviluppo del sistema parlamentare e nel campo della letteratura, delle arti e delle scienze. La rivoluzione industriale portò alla trasformazione del paese e alimentò il crescente impero britannico. 
Durante questo periodo, come le altre grandi potenze, il Regno Unito venne coinvolto nello sfruttamento coloniale, compreso il commercio degli schiavi attraverso l'Atlantico, anche se con lo Slave Trade Act del 1807 fu il primo paese a vietarne la pratica. Dopo la sconfitta di Napoleone nelle guerre napoleoniche, conclusesi nel 1815, il Regno Unito emerse come principale potenza navale del XIX secolo e rimase una potenza di prim'ordine per tutta la prima metà del XX secolo.
Tensioni in Irlanda portarono alla separazione di tutta l'isola nel 1920, seguita dall'indipendenza nel 1922 di ventisei contee irlandesi, comprese tre contee dell'Ulster (Cavan, Monaghan e Donegal), che formarono lo Stato Libero d'Irlanda. Le rimanenti sei contee dell'Ulster rimasero parte del Regno Unito e formarono l'odierna Irlanda del Nord. Come risultato, nel 1927 il nome ufficiale dello Stato venne cambiato da "Regno Unito di Gran Bretagna e Irlanda" a "Regno Unito di Gran Bretagna e Irlanda del Nord", nome dello Stato attualmente esistente.